# Hot Rod (videogioco)
Hot Rod è un videogioco di corse automobilistiche con visuale dall'alto e scorrimento multidirezionale, pubblicato nel 1988 come arcade da SEGA e nel 1990 per i computer Amiga, Atari ST, Commodore 64, ZX Spectrum e Amstrad CPC da Activision.

## Modalità di gioco
Ogni gara ha sempre 4 automobili concorrenti, siano esse controllate da giocatori oppure dal computer, ridotte a 3 sui computer a 8 bit (C64, Amstrad, Spectrum). A seconda del tipo di cabinato, possono essere supportati fino a quattro giocatori umani in simultanea; nelle conversioni per computer sono generalmente ridotti a due, ma su ST e Amiga è supportato rispettivamente il gioco in tre e in quattro se si dispone di un adattatore per più joystick.
A seconda della pista, lo scorrimento dello schermo può essere orizzontale o verticale, nell'uno o nell'altro verso. Le strade in ogni caso sono tortuose, con molte curve a gomito e scorciatoie, e le auto possono orientarsi in tutte le direzioni. I controlli si limitano allo sterzo e all'accelerazione.
La visuale è sempre dall'alto e lo scorrimento avanza seguendo il concorrente che conduce la corsa; se un giocatore rimane troppo indietro fino a uscire fuori dallo schermo, la sua auto viene automaticamente e istantaneamente riportata più avanti per ricongiungersi al gruppo, ma subisce una penalità di carburante.
Il carburante, che diminuisce costantemente col tempo, è l'unica cosa che determina il proseguimento o meno del gioco per i giocatori umani; se lo si esaurisce, il gioco termina, mentre per poter passare al livello successivo è sufficiente tagliare il traguardo, ottenendo maggior punteggio e carburante bonus se lo si taglia in buona posizione.
Ci sono 30 tracciati da affrontare nell'ordine prestabilito (15 nelle conversioni), con terreni molto variabili: strade di città, sterrato, neve, sabbia ecc. Non sono possibili collisioni tra le auto partecipanti, che possono tranquillamente sovrapporsi, ma ci si ferma se si urta il bordo della strada oppure ostacoli vari, tra cui occasionalmente anche veicoli non facenti parte della gara. Lungo il percorso si possono raccogliere power-up che aumentano il carburante o il punteggio.
Al termine di ciascuna gara il punteggio viene convertito in denaro che è possibile spendere per comprare dei potenziamenti per l'auto nel negozio di ricambi. Le migliorie disponibili sono motore (anteriore e posteriore), pneumatici, alettone e paraurti, che influenzano velocità, manovrabilità e resistenza. I tipi di pneumatici in particolare possono essere più o meno adatti al terreno della pista successiva, del quale viene data una preventiva indicazione.

## Cabinato
Il cabinato originale era pubblicato in versione verticale a due o a tre giocatori massimi, oppure in versione cocktail a quattro giocatori. Si basa sull'hardware System 24 della SEGA, che utilizza internamente un floppy da 3,5" per la memorizzazione del gioco.
I controlli per ciascun giocatore sono volante e pedale, rimpiazzati da joystick o tasti solo nelle conversioni domestiche.